# Беркович Григорій Борисович
Григорій Борисович Берко́вич (нар. 15 січня 1905, Верхній Рогачик — пом. 11 грудня 1976, Харків) — український радянський живописець і графік; член Спілки художників України з 1960 року.

## Біографія
Народився 15 січня 1905 року в смт Верхньому Рогачику (тепер Херсонська область, Україна). У 1925—1930 роках навчався в Київському художньому інституті (викладачі К. Єлева, Ф. Кричевський, А. Таран, В. Пальмов), а у 1930—1931 роках викладав у ньому. У 1932—1938 роках викладав у Харківському поліграфічному інституті.
Помер у Харкові 11 грудня 1976 року.

## Праці
Картини:
- «Путивль» (1937, Харківський художній музей);
- «Після варварів» (1942, Харківський художній музей);
- «Портрет художника В. Аверіна» (1945);
- «Народження ненависті» (1945—1946, олія; Харківський художній музей);
- «Любов» (1947, Харківський художній музей);
- «Натюрморт. Півонія» (1953);
- «У степу, степу Донецькому» (1968—1969).

Серед графічних робіт: «Осінь» (пастель, 1935), «Портрет ударниці Дніпробуду Романенко» (1938) та інші.
Автор творів про життя Тараса Шевченка:
картин
- «Т. Г. Шевченко-художник» (1936, 1939);
- «Друзі у хворого Шевченка» (1939);
- «Друзі у хворого Т. Г. Шевченка» (1941, Канівський державний музей-заповідник «Могила Т. Г. Шевченка»); «Т. Г. Шевченко слухає акина» (1943);
- «В далекій неволі (Т. Г. Шевченко з другом — солдатом А. Оберенком)» (1963–1964);

літографій
- «Т. Г. Шевченко слухає акина» (1936);
- «Т. Г. Шевченко слухає казахського народного співця» (1939);
- «Т. Г. Шевченко серед казахів» (1961).